# Groove

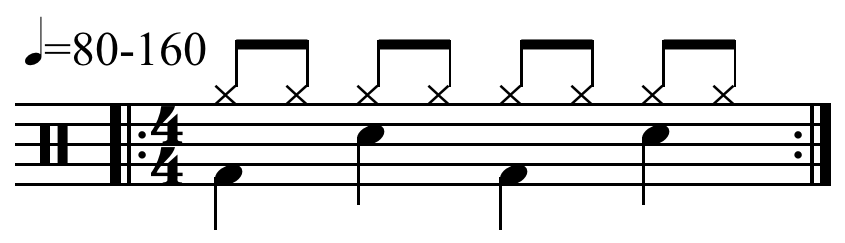
Typický groove na bicí: "Basový buben hraje na 1. a 3. dobu, snare hraje na 2. a 4. dobu. Doplněno pravidelnými osminovými notami hranými na hi-hat ".

Groove je hudební základ, který hraje rytmická složka hudební skupiny (bicí, basová linka, případně rytmická kytara nebo klávesy). Groove je typický pro populární hudbu, ale také pro alternativní hudbu a nezbytný v hudebních žánrech jako jazz, swing, bebop, funk, rock nebo soul. Označení „mít groove” nebo „mít drajv” se také používá ve smyslu „mít švih”, „mít svěží rytmus”, „mít odpich“. Groove je ta hudební složka, která některé posluchače nutí tančit nebo si podupávat do rytmu.